# 福井県道40号武生インター線
福井県道40号武生インター線（ふくいけんどう40ごう たけふインターせん）は、福井県越前市を通る県道（主要地方道）である。

## 概要
当初区間は北陸自動車道武生ICより西約600 mの国道8号（福井バイパス）へ結ぶものであったが、ICの南約600 mに北陸新幹線の新設駅ができることから、福井県と中日本高速道路の管理境界ならびに接続形態を変更したうえ、新駅建設地へ起点を変更した。延伸区間のうち、武生IC部分は2022年（令和4年）7月22日に供用を開始。2022年（令和4年）11月11日の福井県庁における知事記者会見において、残区間は2023年（令和5年）3月18日に供用開始と発表している。

### 路線データ
- 起点：福井県越前市大屋町（JR西日本北陸新幹線 越前たけふ駅前、福井県道269号越前たけふ駅線起点）
- 終点：福井県越前市葛岡町（葛岡交差点、国道8号交点）
- 総延長：1.3 km
- 車線数：2車線（起点 - 庄町）、4車線（庄町 - 終点）

## 歴史
- 1993年（平成5年）5月11日 - 建設省から、県道武生インター線が武生インター線として主要地方道に指定される[4]。
- 2022年（令和4年）7月22日 - 延伸区間のうち、武生IC部分の供用開始[1]。
- 2023年（令和5年）3月18日 - 延伸区間のうち、残区間（延長0.65 km）の供用開始[2][3]。

## 地理

### 通過する自治体
- 越前市

### 交差する道路
| 交差する道路                  | 交差する場所 | 交差する場所      |
| ----------------------------- | ------------ | ----------------- |
| 福井県道269号越前たけふ駅線   | 大屋町       | 起点              |
| E8 北陸自動車道               | 庄町         | 6 武生IC          |
| 福井県道262号武生インター東線 | 庄町         | 庄町交差点        |
| 国道8号 / 福井バイパス        | 葛岡町       | 葛岡交差点 / 終点 |

### 沿線
- 道の駅越前たけふ
- JR西日本北陸新幹線 越前たけふ駅